# Batalla de Cerisoles
La batalla de Cerisoles fue un enfrentamiento armado entre el ejército francés de Francisco I y el del emperador del Sacro Imperio Romano Germánico Carlos V en el marco de la Guerra Italiana de 1542-1546. La batalla, calificada por el historiador Bert Hall como "maravillosamente confusa", se libró el 11 de abril de 1544 en las cercanías de la villa de Ceresole d’Alba, en la región italiana del Piamonte. Las tropas francesas bajo el mando de Francisco de Borbón, conde de Enghien, derrotaron a las tropas imperiales a las órdenes de Alfonso de Ávalos, marqués del Vasto y de Pescara. A pesar de que las tropas imperiales sufrieron numerosas bajas, los franceses no fueron capaces de aprovechar su victoria para tomar la ciudad de Milán.
Francisco de Borbón y Alfonso de Ávalos dispusieron sus ejércitos en dos elevaciones paralelas. Debido al relieve irregular del campo de batalla, muchas de las acciones individuales que se produjeron en la batalla no estuvieron coordinadas entre sí. Los inicios de la batalla fueron una serie de escaramuzas entre los arcabuceros de ambos bandos y un inútil intercambio de fuego de artillería, tras lo que Ávalos ordenó un avance general. En el centro, los lansquenetes imperiales chocaron con la infantería francesa y suiza, sufriendo numerosas bajas. En la zona sur del campo de batalla, la infantería italiana al servicio del Emperador fue hostigada por ataques de la caballería francesa y tuvo que retirarse tras conocer que las tropas imperiales habían sido derrotadas en el centro. Mientras tanto, en el norte, la línea de la infantería francesa se desmoronó, y Enghien mandó una serie de costosas e ineficaces cargas de caballería contra la infantería española y alemana antes de que estos últimos no tuvieran más remedio que rendirse tras la llegada desde la parte central de los victoriosos suizos y franceses.
La batalla de Cerisoles fue una de las pocas batallas acordadas en la parte final de las Guerras Italianas. Es conocida principalmente entre los historiadores militares por la "gran matanza" que tuvo lugar cuando las columnas de arcabuceros y piqueros chocaron en el centro y demostró que la caballería pesada aún tenía un importante papel en el campo de batalla que estaba ampliamente dominado por la emergente infantería de piqueros y arcabuceros.

## Antecedentes
El inicio de la guerra en el norte de Italia se había producido con la toma de Niza en agosto de 1543 por parte de un ejército combinado de tropas francesas y otomanas. Mientras tanto, las fuerzas hispano-imperiales de los Habsburgo habían avanzado a través de Lombardía hacia Turín, que estaba en manos de los franceses desde el final de la guerra anterior en 1538. La guerra entre las fuerzas francesas de Guigues Guiffrey, señor de Boutières, y las imperiales de Ávalos había alcanzado un punto muerto en el Piamonte durante el invierno de 1543-44. La dominación francesa, centrada en Turín, se había extendido hacia una serie de poblaciones fortificadas: Pinerolo, Carmagnola, Savigliano, Susa, Moncalieri, Villanova d'Asti y Chivasso entre otras; mientras tanto, Ávalos controlaba un conjunto de fortalezas situadas en el perímetro del territorio francés: Mondovì, Asti, Casale Monferrato, Vercelli e Ivrea. Ambos ejércitos se enfrascaron en ataques a puntos defensivos del enemigo. Boutières tomó San Germano Vercellese, cerca de Vercelli, y sitió Ivrea; a su vez, Ávalos ocupó Carignano, a tan sólo 24 km al sur de Turín, y procedió a guarnecerlo y fortificarlo.

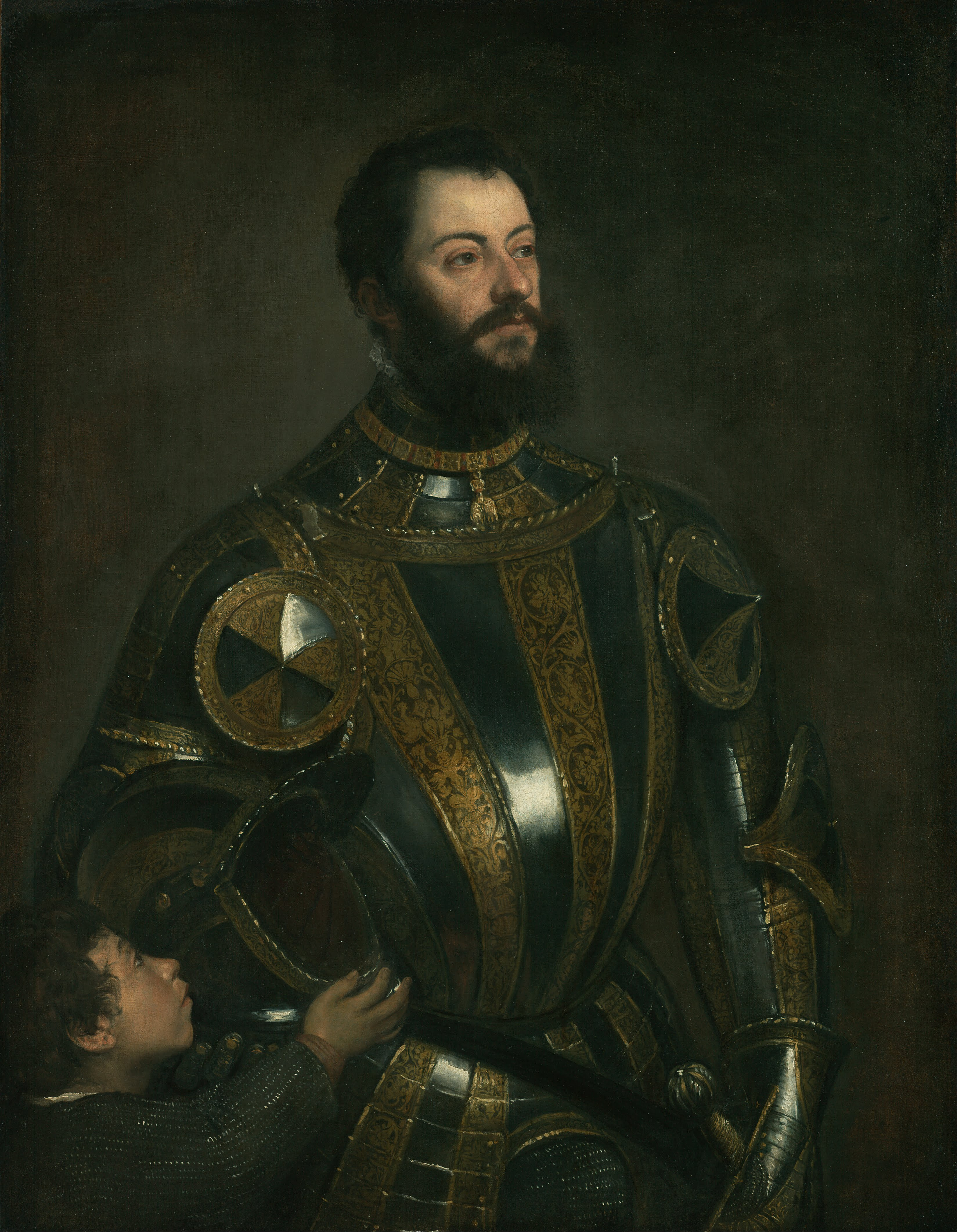
Retrato de Alfonso de Ávalos, marqués del Vasto, en armadura y con un paje. Pintura al óleo de Tiziano, c. 1533.

Tan pronto como ambos ejércitos volvieron a sus cuarteles de invierno, Francisco I de Francia relevó del cargo a Boutières y dio el mando a Francisco de Borbón, conde de Enghien y duque de Vendôme, quien no tenía experiencia al mando de un ejército. Además, Francisco envió tropas de refuerzo al Piamonte, incluyendo algunos centenares de caballeros pesados, algunas compañías de infantería francesa del Delfinado y del Languedoc y una tropa de soldados suizos de Gruyères. En enero de 1544, Enghien asedió Carignano, siendo derrotado por las tropas imperiales bajo el mando de Pirro Colonna. Los franceses pensaban que Ávalos se vería obligado a socorrer la ciudad asediada, momento en el cual se le podría forzar a librar una batalla. Sin embargo, dado que las batallas concertadas se veían como una empresa con grandes riesgos, Enghien envió a París a Blaise de Montluc para que este pidiera permiso a Francisco I para librar batalla. Por lo visto, Montluc convenció a Francisco I para que este diera su consentimiento a pesar de las objeciones presentadas por Francisco II, conde de Saint-Pol-sur-Ternoise, quien objetaba que una posible derrota dejaría a Francia expuesta a una invasión de las tropas de Ávalos al mismo tiempo que Carlos V y Enrique VIII de Inglaterra se preparaban para atacar Picardía. Montluc regresó a Italia trayendo consigo unos cien voluntarios, jóvenes de la nobleza de la corte, entre los que se encontraba Gaspar de Coligny.
Tras haber esperado la llegada de un gran contingente de lansquenetes enviados por el emperador del Sacro Imperio Romano Germánico Carlos V, Ávalos abandonó Asti para dirigirse a Carignano. Ávalos contaba con una fuerza compuesta por 12 500 a 18 000 soldados de infantería, de los que probablemente unos 4000 eran arcabuceros o mosqueteros: tan sólo había sido capaz de reunir entre 800 y 1000 caballeros, de los que menos de 200 eran gendarmes. Ávalos era consciente de la debilidad de su caballería, pero consideraba que podría compensarla mediante la experiencia de su infantería y el gran número de arcabuceros con que contaba su ejército.
Tras tener noticia del avance del ejército imperial, Enghien dejó una fuerza en Carignano para mantener el asedio y reunió el restante de sus tropas en Carmagnola para bloquear el avance de las tropas de Ávalos hacia la ciudad. La caballería francesa, que seguía de cerca los movimientos de las tropas imperiales, descubrió que éstas se dirigían directamente hacia las posiciones del ejército francés. El 10 de abril, Ávalos ocupó la villa de Ceresole d'Alba, situada a unos 8 km al sur del lugar donde se encontraban las tropas francesas.
Los oficiales de Enghien le instaron a lanzar un ataque inmediatamente, pero este decidió entablar combate en un lugar de su propia elección. Así, la mañana del 11 de abril de 1544, las tropas francesas marcharon desde Carmagnola hasta una posición a unos 5 km al sureste y allí esperaron la llegada de Ávalos y sus hombres. Enghien y Montluc pensaban que un campo de batalla abierto daría a la caballería francesa una ventaja táctica significativa. Llegados a este punto, el ejército francés estaba formado por unos 11 000 o 13 000 infantes, 600 jinetes de caballería ligera, entre 900 y 1250 jinetes de caballería pesada y unas 20 piezas de artillería, las mismas con las que contaba Ávalos. La batalla llegó en un buen momento para Enghien, ya que sus tropas suizas —tal y como había sucedido anteriormente en la batalla de Bicoca— amenazaban con abandonar el ejército si no recibían su paga; las noticias de una batalla inminente devolvieron algo de calma a las filas.

## La batalla

### Orden de batalla

Disposición inicial de las tropas. Las tropas francesas están en azul, mientras que las hispano-imperiales están en rojo.

Las tropas de Enghien se situaron a lo largo de la cresta de una elevación, más elevada en la zona central que en las laterales, lo que impedía a las alas del ejército francés verse entre sí, quedando distribuidas las tropas en una zona central y unas alas derecha e izquierda. En la zona situada más a la derecha, los franceses dispusieron un cuerpo de caballería ligera que se componía de tres compañías bajo el mando de Des Thermes, Bernadino y Mauré, que sumaban un total de 450 a 500 hombres. A su izquierda se hallaba la infantería francesa de De Tais, unos 4000 hombres, y más a la izquierda un escuadrón de gendarmes bajo el mando de Boutières, quien recibió el mando del flanco derecho del ejército francés. El cuerpo central estaba formado por 13 compañías de veteranos suizos, sumando un total de unos 4000 hombres, bajo el mando conjunto de Wilhelm Frölich de Soleura y el capitán St. Julian. A su izquierda se encontraba el propio Enghien con tres compañías de caballería pesada, una compañía de caballería ligera y los voluntarios venidos desde París, lo que sumaba un total de 450 soldados. El ala izquierda estaba formada por dos columnas de infantería, 3000 reclutas de Gruyères y 2000 italianos, todos ellos bajo el mando del señor de Descroz. En el extremo izquierdo de la formación se encontraban unos 400 arqueros montados utilizados como caballería ligera comandados por Dampierre, quien había recibido también el mando de todo el flanco izquierdo.
El ejército imperial estaba situado sobre una elevación similar situada frente a la posición de las tropas francesas. En el extremo izquierdo de la formación, frente a los hombres bajo el mando de Des Thermes, estaban 300 florentinos que integraban la caballería ligera al mando de Rodolfo Baglioni. Situados más a la derecha había 6000 infantes bajo las órdenes de Ferrante Sanseverino, príncipe de Salerno. En el centro estaban dispuestos 7000 lansquenetes bajo las órdenes de Eriprando Madruzzo. A su derecha se encontraba el mismo Ávalos junto a una fuerza de caballería pesada de unos 200 hombres al mando de Carlo Gonzaga. El ala derecha imperial estaba formada por unos 5000 soldados de infantería alemanes y españoles bajo el mando de Ramón de Cardona, flanqueados en el extremo derecho por 300 efectivos italianos de caballería ligera a las órdenes de Felipe de Lannoy, príncipe de Sulmona.
| Franceses (Francisco de Borbón) | Franceses (Francisco de Borbón) | Franceses (Francisco de Borbón)        | Españoles e imperiales (Alfonso de Ávalos, marqués del Vasto) | Españoles e imperiales (Alfonso de Ávalos, marqués del Vasto) | Españoles e imperiales (Alfonso de Ávalos, marqués del Vasto) |
| Unidad                          | Efectivos                       | Comandante                             | Unidad                                                        | Efectivos                                                     | Comandante                                                    |
| ------------------------------- | ------------------------------- | -------------------------------------- | ------------------------------------------------------------- | ------------------------------------------------------------- | ------------------------------------------------------------- |
| Caballería ligera               | ~400                            | Dampierre                              | Caballería ligera napolitana                                  | ~300                                                          | Felipe de Lannoy                                              |
| Infantería italiana             | ~2000                           | Descroz                                | Infantería alemana y española                                 | ~5000                                                         | Ramón Folc de Cardona-Anglesola                               |
| Infantería de Gruyères          | ~3000                           | Descroz                                | Infantería alemana y española                                 | ~5000                                                         | Ramón Folc de Cardona-Anglesola                               |
| Caballería pesada               | ~450                            | Francisco de Borbón                    | Caballería pesada                                             | ~200                                                          | Carlo Gonzaga                                                 |
| Suizos                          | ~4000                           | Wilhem Frölich de Soleura y St. Julian | Lansquenetes                                                  | ~7000                                                         | Eriprando Madruzzo                                            |
| Caballería pesada               | ~80                             | Guigues Guiffrey, señor de Boutières   | Lansquenetes                                                  | ~7000                                                         | Eriprando Madruzzo                                            |
| Infantería gascona              | ~4000                           | De Tais                                | Infantería italiana                                           | ~6000                                                         | Ferrante Sanseverino, príncipe de Salerno                     |
| Caballería ligera               | ~450–500                        | Des Thermes                            | Caballería ligera florentina                                  | ~300                                                          | Rodolfo Baglioni                                              |

### Movimientos iniciales

Movimientos en la primera fase de la batalla, con el movimiento de la caballería de florentinos, la división de lansquenetes, y el avance y retirada de la caballería pesada española.

Conforme empezaron a llegar las tropas imperiales al campo de batalla desde Ceresole d'Alba, ambos ejércitos intentaron ocultar su verdadero número y posición. Enghien ordenó a sus soldados suizos permanecer ocultos en el terreno tras la cresta de la elevación, mientras que del ejército de Ávalos inicialmente sólo el ala derecha era visible para el ejército francés. Ávalos envió partidas de arcabuceros para intentar localizar los flancos franceses; Enghien por su parte, envió unos 800 arcabuceros a las órdenes de Montluc para dificultar el avance de las tropas imperiales. La escaramuza entre los arcabuceros de ambos ejércitos continuó durante casi 4 horas; Martin du Bellay, quien contempló el enfrentamiento, lo describió como: 

"Un hermoso espectáculo para quien quiera que estuviera en un lugar seguro y sin ocupar, ya que se enfrentaron usando todas las tretas y estratagemas de la mezquina guerra."
Oman, Art of War ("El arte de la guerra")

 Conforme las dimensiones de los dos ejércitos fueron reveladas, Enghien y Ávalos sacaron sus artillerías a la palestra. El fuego de artillería cruzado que siguió por varias horas, no tuvo sin embargo efectos importantes debido a la considerable distancia que separaba ambos ejércitos.
La escaramuza llegó a su fin cuando la caballería imperial se disponía a atacar a los arcabuceros franceses en el flanco; en ese momento Montluc solicitó la ayuda de Des Thermes, quien avanzó con todos sus efectivos de caballería ligera. Ávalos, tras observar los movimientos del ejército francés, ordenó un avance general de toda la formación imperial. En el extremo sur del campo de batalla, la caballería ligera hizo retroceder a los florentinos bajo las órdenes de Baglioni a la posición donde se encontraba la infantería de Sanseverino y procedió a cargar directamente contra la columna de infantería. La formación italiana logró resistir y el propio Des Thermes fue herido y capturado; pero cuando los hombres de Sanseverino, que se habían dispersado, habían logrado reorganizarse para poder avanzar de nuevo, la lucha en el centro ya se había decidido.

### "Una matanza"

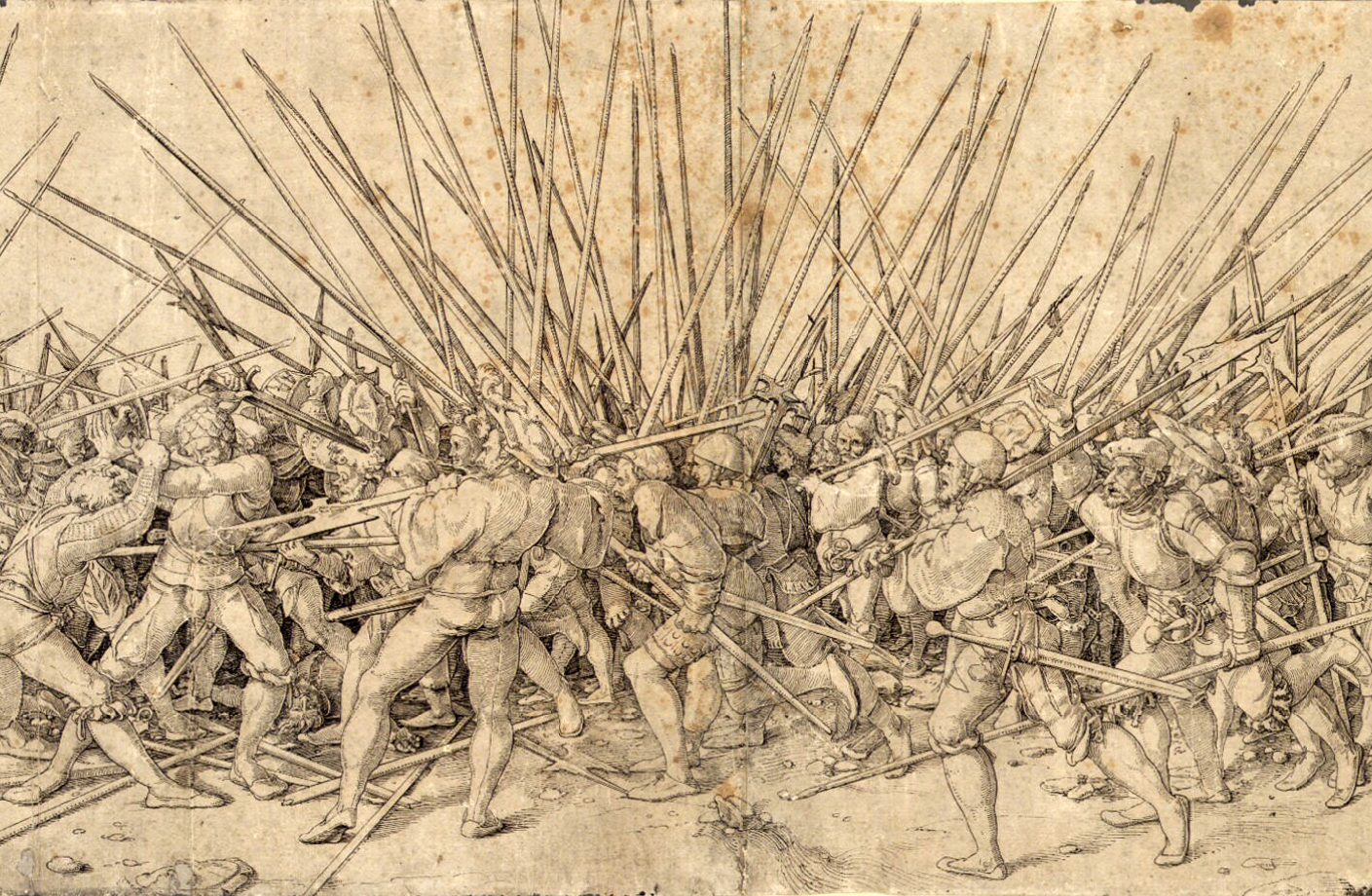
El encuentro entre las dos tropas de piqueros y arcabuceros acabó en una masacre (grabado de Hans Holbein el Joven, principios del).

Mientras tanto, la infantería francesa —la mayoría de Gascuña— había empezado a avanzar hacia la posición de Sanseverino. Montluc, notando que el desorden entre los italianos les había obligado a detenerse, sugirió que De Tais atacara a la columna de lansquenetes de Madruzzo que avanzaba en el campo de batalla en lugar de atacar a los italianos. De Tais siguió el consejo y la formación francesa se desplazó a la izquierda para atacar a los lansquenetes por el flanco. Madruzzo dividió sus hombres en dos grupos, uno de los cuales se desplazó para interceptar a los franceses, mientras que el otro continuó subiendo la cuesta de la elevación hacia los soldados suizos que estaban esperando en lo alto de la cresta.
En aquel tiempo, la formación de piqueros y arcabuceros había adoptado un sistema en el que los arcabuceros y los piqueros se encontraban mezclados combinándose en las mismas unidades; tanto la infantería imperial como la francesa contaban con soldados con armas de fuego entre las grandes columnas de piqueros. Esta combinación de picas y armas de fuego producía enfrentamientos extremadamente sangrientos. La infantería combinada se agrupaba generalmente de forma separada, con los arcabuceros en los flancos y una columna central de piqueros; sin embargo, en Cerisoles, la infantería francesa había sido organizada con una primera línea de piqueros seguida inmediatamente por otra de arcabuceros, quienes recibieron la orden de abrir fuego hasta que las dos columnas no entraran en contacto. Montluc, quien aseguró haber concebido la idea de esta formación, escribió:

In this way we should kill all their captains in the front rank. But we found that they were as ingenious as ourselves, for behind their first line of pikes they had put pistoleers. Neither side fired till we were touching—and then there was a wholesale slaughter: every shot told: the whole front rank on each side went down.
De este modo deberíamos matar todos sus capitanes de la línea frontal. Pero nos encontramos con que habían sido tan ingeniosos como nosotros, ya que tras su primera línea de piqueros habían situado pistoleros. Ninguno de los dos bandos dispararon hasta que estuvieron tocándose —y entonces hubo una matanza en masa: se dispararon todas las armas: la fila frontal de ambos bandos cayó abatida.

Los suizos, viendo a los franceses entablar batalla con una de las dos columnas de lansquenetes, descendieron finalmente para hacer frente a la otra, que se había movido lentamente subiendo la colina. Ambos contingentes de infantería permanecieron bloqueadas en un enfrentamiento de los piqueros hasta que el escuadrón de caballería pesada de Boutières cargó contra el flanco de los lansquenetes, rompiendo su formación y haciéndoles retroceder colina abajo. La caballería pesada imperial, que se había dispuesto a la derecha de los lansquenetes, y a la que Ávalos había ordenado atacar a los suizos, retrocedió y huyó de los piqueros hasta la retaguardia, dejando a Carlo Gonzaga hecho prisionero.
La infantería suiza y gascona procedió a rematar a los lansquenetes restantes —cuya estrecha formación les impedía una rápida retirada— cuando estos intentaron retirarse del campo de batalla. El camino hacia Ceresole d'Alba estaba repleto de cadáveres; los suizos en particular no mostraron clemencia deseando vengar los malos tratos recibidos por la guarnición suiza de Mondovì el noviembre anterior. La mayoría de los oficiales lansquenetes fueron muertos; y aunque probablemente los recuentos contemporáneos exageraron las cifras de muertos, está claro que la infantería alemana había dejado de existir como fuerza de combate. Tras contemplar lo sucedido, Sanseverino decidió que la batalla se había perdido y se dirigió hacia Asti con el grueso de la infantería italiana y los restos de la caballería florentina de Baglioni. Mientras tanto, la caballería ligera francesa se unió en la lucha contra los lansquenetes.

### Enfrentamientos en el norte

Movimientos en la segunda fase de la batalla, incluyendo la derrota de los lansquenetes y la caballería napolitana, y la retirada de los hombres de Sanseverino. También presenta las cargas de caballería de Enghien, la rendición de la infantería hispano-alemana, y el regreso de los soldados suizos y franceses de Ceresole.

En el extremo norte del campo de batalla los acontecimientos se produjeron de forma totalmente distinta. La caballería de Dampierre derrotó contundentemente a la caballería ligera de Lannoy; mientras tanto, los italianos y el contingente de Gruyères, se dispersaron y se dieron a la fuga, dejando que sus oficiales murieran, sin ofrecer una resistencia real al avance de la infantería imperial. Como la infantería de Cardona había logrado traspasar la línea de formación francesa, Enghien salió a su encuentro con toda la caballería bajo sus órdenes; el consiguiente enfrentamiento tuvo lugar en el lado opuesto de la elevación, fuera de la vista del resto del campo de batalla.
Con la primera carga de caballería, Enghien logró penetrar en una esquina de la formación imperial, empujándolos hacia la retaguardia y perdiendo algunos de los voluntarios venidos de París. Como la fila de Cardona se reagrupó de nuevo, la caballería francesa realizó una segunda carga bajo el intenso fuego de los arcabuces; este enfrentamiento produjo bastantes más bajas y de nuevo fracasó en el intento de romper la columna imperial. Enghien, reforzado ahora con la caballería ligera de Dampierre, realizó una tercera carga que fracasó de nuevo; menos de un centenar de gendarmes franceses continuaban en pie en aquel momento. Enghien creyó había perdido la batalla según Montluc, Enghien intentó apuñalarse a sí mismo, "lo que los antiguos romanos debían hacer, pero no los buenos cristianos"— cuando St. Julian, el comandante suizo, llegó desde el centro del campo de batalla y le informó de que las fuerzas imperiales habían sufrido una derrota aplastante.
Las noticias de que los lansquenetes habían sido derrotados llegaron a oídos de Cardona casi al mismo tiempo que a Enghien; la columna imperial dio media vuelta y se retiró a su posición inicial. Enghien siguió de cerca a las tropas imperiales en retirada con lo que le restaba de caballería, aunque fue rápidamente reforzado con una compañía de arcabuceros montados que se habían estacionado en Racconigi y habían empezado a dirigirse al campo de batalla tras haber oído los primeros intercambios de fuego de artillería. Estos arcabuceros, que desmontaban para abrir fuego y volvían a montar posteriormente, pudieron hostigar lo suficiente a la columna imperial como para ralentizar su retirada. Entretanto, la infantería francesa y suiza del centro, habiendo alcanzado Ceresole d'Alba, dio media vuelta y volvió al campo de batalla; Montluc, que estaba con ellos, escribió:

When we heard at Ceresole that M. d'Enghien wanted us, both the Swiss and we Gascons turned toward him —I never saw two battalions form up so quick— we got into rank again actually as we ran along, side by side. The enemy was going off at quick march, firing salvos of arquebuses, and keeping off our horse, when we saw them. And when they descried us only 400 paces away, and our cavalry making ready to charge, they threw down their pikes and surrendered to the horsemen. You might see fifteen or twenty of them round a man-at-arms, pressing about him and asking for quarter, for fear of us of the infantry, who were wanting to cut all their throats.
Cuando oímos en Cerisoles que Monsieur d’Enghien requería nuestra presencia, tanto los suizos como los gascones volvimos hacia él —nunca vi dos batallones formar tan rápido— realmente formamos de nuevo en fila tal y como corríamos, unos al lado del otro. El enemigo estaba marchándose con una marcha rápida, disparando salvas de arcabuces, y manteniendo alejados nuestros caballos, cuando los vimos. Y cuando nos divisaron a sólo 400 pasos de distancia, y nuestra caballería se preparó para la carga, ellos tiraron sus picas y se rindieron a la caballería. Deberías haber visto a 15 o 20 de ellos rodeando a un oficial, presionándole y pidiéndole cuartel, por miedo a nuestra infantería, que estaba esperando para cortarles el cuello a todos.

Tal vez la mitad de la infantería imperial fue muerta cuando intentaba rendirse; el resto, unos 3150 hombres, fueron hechos prisioneros. Unos pocos, incluyendo el barón de Seisneck, quien comandaba los contingentes de infantería alemana, lograron escapar.

## Consecuencias
Las bajas de la batalla fueron inusualmente altas, incluso para los estándares de la época, estimándose en un 28% del total de las tropas involucradas. Las fuentes contemporáneas daban unas cifras para las bajas del ejército imperial no menores a 5000 o 6000 hombres, aunque algunas fuentes francesas elevaban este dato a unas 12 000 bajas. Murieron un gran número de oficiales, sobre todo entre los lansquenetes; muchos de los que sobrevivieron fueron hechos prisioneros, incluyendo a Ramón de Cardona, Carlo Gonzaga y Eriprando Madruzzo. Las bajas francesas fueron menores, pero su número alcanzó al menos los 1500 o 2000 muertos. Estas pérdidas incluían muchos oficiales de los contingentes de infantería de la Gascuña y de Gruyères, así como una gran parte de los gendarmes que habían seguido a Enghien. El único prisionero francés del que se tiene constancia fue Des Thermes, que había sido llevado junto a los italianos de Sanseverino que se rindieron.
A pesar de la derrota del ejército imperial, la batalla acabó por tener una mínimas consecuencias estratégicas. Debido a la insistencia de Francisco I, el ejército francés reanudó el asedio de Carignano, donde Colonna fue capaz de resistir unas cuantas semanas; poco después de la rendición de la ciudad, Enghien se vio obligado a enviar a Picardía 23 compañías de infantería de italianos y gascones y casi la mitad de su caballería pesada, debido a que la región había sido invadida por el emperador Carlos V. Tras ver como ya no disponía de un verdadero ejército, Enghien fue incapaz de capturar Milán; mientras tanto, Alfonso de Ávalos logró derrotar a la infantería italiana de Piero Strozzi y Giovan Francesco Orsini, conde de Pitigliano en la batalla de Serravalle. El final de la guerra trajo una vuelta al statu quo preexistente en el norte de Italia.

## Historiografía
Han sobrevivido unos cuantos informes contemporáneos de la batalla. Entre las crónicas francesas se encuentran las narraciones de Martin du Bellay y de Blaise de Montluc, ambos presentes en el campo de batalla, Gaspard de Saulx, señor de Tavannes, quien acompañaba a Enghien, también se hace eco de los acontecimientos ocurridos en sus memorias. La crónica más amplia y exhaustiva de la batalla proviene del lado imperial y fue escrita por Paolo Giovio; a pesar de las contradicciones con otros escritos, proporciona, de acuerdo con el historiador Charles Oman, "datos valiosos sobre puntos omitidos por todos los narradores franceses".
El interés de los historiadores modernos en la batalla se ha centrado sobre todo en el papel desempeñado por las armas cortas y la carnicería que se produjo entre la infantería del centro. Se consideró que la disposición usada para los piqueros y los arcabuceros fue demasiado costosa y no fue usada de nuevo; en batallas posteriores, los arcabuceros se usaron principalmente para las escaramuzas y situados en los flancos de grandes formaciones de piqueros. La batalla de Cerisoles también es interesante debido a la demostración de la continuación del papel desempeñado en el campo de batalla por parte de la caballería pesada. A pesar del fracaso de las cargas de Enghien —según Bert Hall, los franceses mantenían su creencia en la efectividad de la caballería pesada, que sin ayuda debía ser capaz de romper formaciones disciplinadas— un pequeño grupo de gendarmes habían sido suficientes en el centro para derrotar a las columnas de infantería que estaban combatiendo contra la otra infantería. Más allá de la utilidad táctica de la caballería, otra razón para su importancia se extrae de la parte final de la batalla; los gendarmes franceses eran las únicas tropas de las que se podía esperar que aceptaran la rendición enemiga, ya que la infantería francesa y suiza no tenía inclinación a tomar prisioneros; según Hall, se esperaba casi intuitivamente que la caballería atendiera esas súplicas sin ninguna duda.